# ギブソン・ナイトホーク
ギブソン・ナイトホーク (Gibson Nighthawk) はギブソンが製造し、短命に終わったエレクトリックギターのシリーズ。フェンダーのギターを思わせる特徴を多く備え、従来のギブソンのギターとは過激なまでに異なっている。表面的にはギブソンのトレードマークであるレスポールと似ている。メイプルトップのマホガニーボディである。

## モデル
ナイトホークは3つのレギュラーモデルと2つのスペシャルエディションから成る。

### レギュラーモデル
- ナイトホーク・カスタム - 装飾付きのフレーム・メイプル・トップ。ヘッド、ボディ、ネックにはバインディングが施され、王冠型インレイ付き。色はアンティーク・ナチュラル、ファイアーバースト、クリア・アンバー[1]。
- ナイトホーク・スタンダード - バインディングはボディとネックのみで、分割された平行四辺形のインレイ。色はファイアーバースト、クリア・アンバーとヴィンテージ・サンバースト[2]。
- ナイトホーク・スペシャル - 実質的な低コストモデルであったこと以外は、カスタムやスタンダードと同等。スタンダードより約200ドル安かった。バインディングはボディのみ、色はエボニー、ヘリテージ・チェリーとヴィンテージ・サンバースト。ドット・インレイと、ヘッドにはヒイラギの紋章の装飾[3]。

### スペシャルエディション
- ランドマーク・シリーズ  - ナイトホークの装飾的モデル。他モデルのMシリーズ・ミニ・ハムバッカーとMシリーズ・スラント・ハムバッカーの組み合わせではなく、2基ともMシリーズ・ミニ・ハムバッカーである。
- ホーク - 低コストな、ナイトホークの代替品。ナイトホークに使われたMシリーズではなく通常のアルニコ・ハムバッカーを2基搭載しており、スペシャルよりも質素である[4]。

## ピックアップ、コントローラ
カスタム、スタンダード、スペシャルはそれぞれ2種類のバリエーションがある。2ピックアップ・バージョンと、センターピックアップにNSXシングルコイルを配した3ピックアップヴァージョンである。2ピックアップバージョンは5種類のトーンバリエーションしか持たないのに対し、3ピックアップバージョンは革命的なプッシュ/プルノブにより10種類のトーンバリエーションを持っている。ノブが押し込まれた状態ではハムバッカーは通常のハムバッカーとして動作するが、ノブが引き上げられるとシングルコイルに分割され、フェンダーのサウンドに近づく。

## フェンダーのギターとの類似点
ナイトホークは様々な点でフェンダーのギターに類似している。
斜め置きのハムバッカーはゲインが少なく、テレキャスターやストラトキャスターに似たブライトでシャープなトーンである。フロント・ピックアップ（ミニ・ハムバッカー）は柔らかく暖かい高音で、ストラトキャスターのフロントピックアップに似ている。数モデルに搭載されたセンター・ピックアップはストラトキャスターのセンターピックアップとほぼ同様の物であり、音色も似ている。非常に小さなボディとボディースルーのブリッジ/テールピース構造はテレキャスターのそれと類似である。
カスタムにはギブソン・ヴァイブローラやビグスビーではなく、フロイド・ローズのトレモロ・ユニットが搭載されている。このフロイド・ローズはストラトキャスターのトレモロ・ユニットとの類似性がある。ただし、ストラトキャスターは標準でフロイド・ローズを使用してはいない。
ギブソンの標準的な24 3/4インチスケールではなく、ほとんどのフェンダーのギターがそうであるように25 1/2インチスケールである。